# Conferência Fascista de Montreux de 1934
A Conferência Fascista de Montreux de 1934, também conhecida como Congresso Internacional Fascista, foi uma reunião realizada por deputados de várias organizações fascistas europeias. A conferência foi realizada de 16 a 17 de dezembro de 1934 em Montreux, Suíça. A conferência foi organizada e presidida pelos Comitati d'Azione per l'Universalità di Roma [it] (Comitês de Ação pela Universalidade de Roma; CAUR).

## Antecedentes
CAUR foi uma rede fundada em 1933 pelo regime fascista de Benito Mussolini. O diretor do CAUR era Eugenio Coselschi [it], e seu objetivo declarado era atuar como uma rede para uma "Internacional Fascista".  Grandes obstáculos surgiram na tentativa da organização de identificar um “fascismo universal” e os critérios que uma organização deve cumprir para se qualificar como “fascista”.  No entanto, em abril de 1934, a rede identificou movimentos "fascistas" em 39 países, incluindo todos os países europeus, exceto a Iugoslávia, bem como os Estados Unidos, Canadá, Austrália, África do Sul, cinco países da Ásia e seis da América Latina.  À medida que diferentes grupos tentavam obter subsídios, surgiram todos os tipos de conflitos em questões como racismo, antissemitismo, corporativismo e estrutura estatal. 

## Participantes

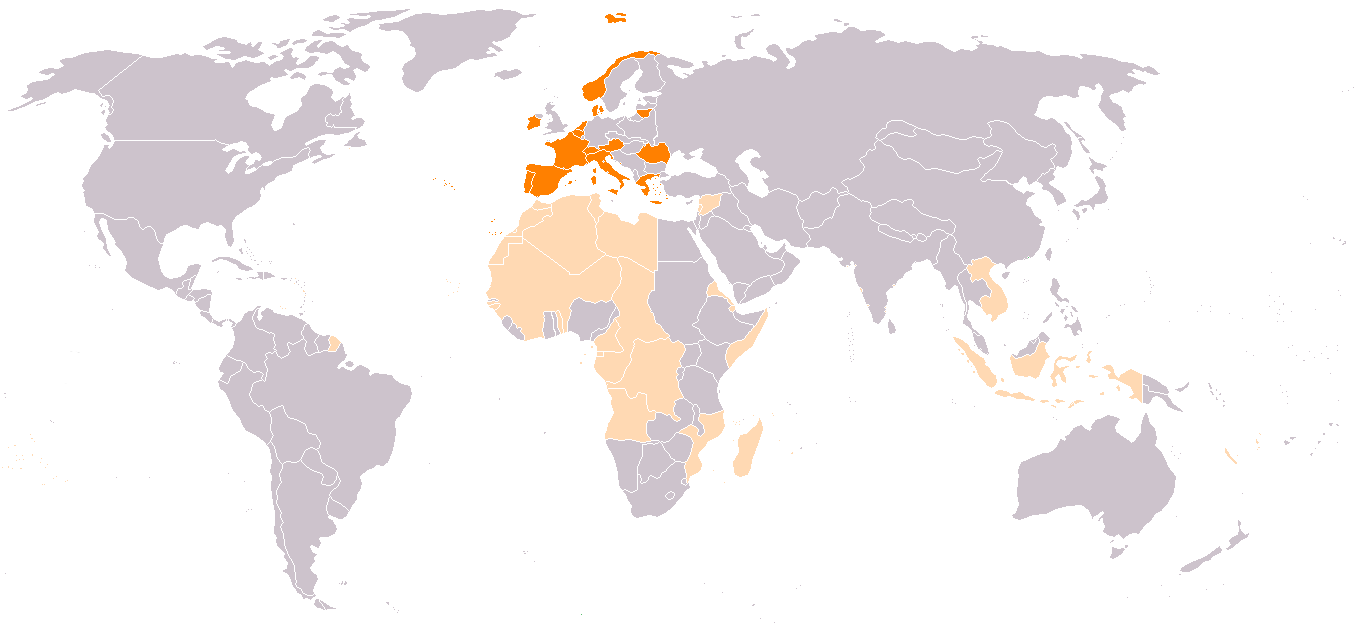
Países de origem dos participantes da conferência de Montreux.

A primeira conferência mundial do CAUR foi realizada em Montreux em 16 de dezembro. Participaram participantes de organizações fascistas de 13 países europeus, incluindo Ion Moța da Guarda de Ferro da Romênia, Vidkun Quisling do Nasjonal Samling da Noruega, George S. Mercouris do Partido Nacional Socialista Grego, Ernesto Giménez Caballero do movimento Falange Espanhol, Eoin O'Duffy dos Camisas Azuis irlandeses, Marcel Bucard do Mouvement Franciste francês,  Tautininkai, os representantes da Lituânia,  a Acção Escolar de Vanguarda portuguesa e a União Nacional de Salazar, eram chefiadas por António Eça de Queiroz (filho do famoso escritor, e futuro chefe da Emissora Nacional, a Rádio Nacional de Portugal),  bem como delegados da Áustria, Bélgica,  Dinamarca, Países Baixos e Suíça.
Notável na sua ausência foi a de quaisquer representantes da Alemanha Nazista.  A conferência em Montreux ocorreu apenas seis meses após o assassinato do chanceler austrofascista austríaco Engelbert Dollfuss por agentes nazistas e a resultante crise diplomática entre a Itália e a Alemanha. Da mesma forma, Mussolini não permitiu que nenhum representante oficial do Partido Fascista Italiano participasse da reunião, ostensivamente para ver o que a conferência poderia alcançar antes de dar total apoio oficial.  José Antonio Primo de Rivera, embora tenha permitido a participação de membros da Falange, emitiu uma declaração pública de que a Falange, como organização, não seria representada, alegando que a Falange "não era um movimento fascista", embora no ano seguinte tenha afirmado que a Falange era o "único movimento fascista da Espanha" em um relatório privado à embaixada italiana.  Outras ausências notáveis incluíram o austríaco Ernst Rudiger von Starhemberg e quaisquer representantes da União Britânica de Fascistas. 
| País          | Organização                                                |
| Áustria       | Heimwehr                                                   |
| Bélgica       | Legião Nacional Belga                                      |
| França        | Mouvement Franciste                                        |
| Dinamarca     | Partido Nacional Socialista dos Trabalhadores da Dinamarca |
| Grécia        | Partido Nacional Socialista Grego                          |
| Irlanda       | Guarda Nacional                                            |
| Itália        | Comitês de Ação para a Universalidade de Roma              |
| Lituânia      | União Nacionalista Lituana                                 |
| Noruega       | Nasjonal Samling                                           |
| Países Baixos | Frente Negra                                               |
| Portugal      | União Nacional Acção Escolar de Vanguarda                  |
| Romênia       | Guarda de Ferro                                            |
| Espanha       | Falange Española de las JONS                               |
| Suécia        | Liga Nacional da Suécia                                    |
| Suíça         | Federação Fascista Suíça                                   |

## Procedimentos
Desde o início, a conferência foi marcada por sérios conflitos entre os participantes. Coselschi, atuando como Presidente da Conferência, entrou em conflito com Quisling sobre a importância da Alemanha Nazista para o fascismo internacional.  Moța, apoiado pelos delegados dinamarqueses e suíços, também criou uma cisão ao sublinhar a centralidade do antissemitismo para os movimentos fascistas, uma atitude contestada por Coselschi e O'Duffy.  A Guarda de Ferro Romena sublinhou a necessidade de a raça ser uma componente integral do fascismo. 
Na questão do antissemitismo, várias resoluções de compromisso foram adotadas. Estes declararam que "a questão judaica não pode ser convertida numa campanha universal de ódio contra os judeus", afirmando também: "Considerando que em muitos lugares certos grupos de judeus estão instalados em países conquistados, exercendo de forma aberta e oculta uma influência prejudicial aos interesses materiais e morais do país que os abriga, constituindo uma espécie de estado dentro de um estado, lucrando com todos os benefícios e recusando todos os deveres, considerando que forneceram e estão inclinados a fornecer elementos propícios à revolução internacional que seriam destrutivos para a ideia de patriotismo e civilização cristã, a Conferência denuncia a ação nefasta desses elementos e está pronta para combatê-los." 
Os delegados na conferência também declararam unanimemente a sua oposição aos movimentos comunistas e à Terceira Internacional. 

## Resultados
Uma segunda e última conferência foi realizada em Montreux em abril de 1935. José Antonio Primo de Rivera fez uma breve aparição nesta conferência, aproveitando a oportunidade para expressar simpatia pelo movimento, ao mesmo tempo que afirmou que a Espanha não estava pronta para participar em qualquer empreendimento de fascismo internacional porque o seu movimento era estritamente nacional. 
A conferência não conseguiu colmatar o fosso entre os participantes que propuseram alcançar a integração nacional através de uma política socioeconômica corporativa e aqueles que eram a favor de um apelo à raça.  As pretensões ao “fascismo universal” não conseguiram sobreviver a esta cisão, e o movimento não atingiu o seu objectivo de actuar como contrapeso ao comunismo internacional. 
O CAUR não obteve apoio oficial do Partido Fascista Italiano ou da Falange Espanhola. Não teve sucesso nem em apresentar uma definição comum sobre o que era "fascismo" nem em unir a maioria dos principais partidos fascistas em um movimento internacional.